# Conopomorpha euphanes
Conopomorpha euphanes är en fjärilsart som beskrevs av Lajos Vári 1961. Conopomorpha euphanes ingår i släktet Conopomorpha och familjen styltmalar.
Artens utbredningsområde är Namibia. Inga underarter finns listade i Catalogue of Life.